# SER Caxias do Sul
Sociedade Esportiva e Recreativa Caxias do Sul – brazylijski klub piłkarski z siedzibą w mieście Caxias do Sul leżącym w stanie Rio Grande do Sul.

## Osiągnięcia
- Mistrz stanu Rio Grande do Sul: 2000.
- Wicemistrz stanu Rio Grande do Sul: 1990.
- Mistrz drugiej ligi stanu Rio Grande do Sul (Campeonato Gaúcho de Futebol Segunda Divisão): 1953
- Puchar stanu Rio Grande do Sul (Copa FGF): 2007.
- Campeonato Citadino de Caxias do Sul (5): 1937, 1942, 1947, 1948, 1953
- Finał Recopa Sul-Brasileira: 2007

## Historia
Klub powstał 10 kwietnia 1935 roku w wyniku fuzji klubów Rui Barbosa i Rio Branco, przyjmując początkowo nazwę Grêmio Esportivo Flamengo. Podobnie jak lokalny rywal EC Juventude klub w latach 60. musiał zawiesić działalność z powodu kryzysu finansowego. Caxias 14 grudnia 1971 stał się członkiem federacji piłkarskiej Associação Caxias de Futebol, z której jednak wystąpił w 1975 i zmienił nazwę na Sociedade Esportiva e Recreativa Caxias do Sul. Największym sukcesem klubu było mistrzostwo stanu zdobyte w 2000 roku.